# Cherry Valley (Illinois)
Cherry Valley es una villa ubicada en el condado de Winnebago en el estado estadounidense de Illinois. En el Censo de 2010 tenía una población de 3162 habitantes y una densidad poblacional de 140,34 personas por km².

## Geografía
Cherry Valley se encuentra ubicada en las coordenadas 42°14′17″N 88°58′16″O / 42.23806, -88.97111. Según la Oficina del Censo de los Estados Unidos, Cherry Valley tiene una superficie total de 22.53 km², de la cual 21.86 km² corresponden a tierra firme y (2.95%) 0.67 km² es agua.

## Demografía
Según el censo de 2010, había 3162 personas residiendo en Cherry Valley. La densidad de población era de 140,34 hab./km². De los 3162 habitantes, Cherry Valley estaba compuesto por el 88.2% blancos, el 2.88% eran afroamericanos, el 0.35% eran amerindios, el 4.74% eran asiáticos, el 0.06% eran isleños del Pacífico, el 1.45% eran de otras razas y el 2.31% pertenecían a dos o más razas. Del total de la población el 5.12% eran hispanos o latinos de cualquier raza.